# Estanozolol
O estanozolol, geralmente vendido com o nome de Winstrol (oral) e Winstrol Depot (intramuscular), foi desenvolvido pelos Laboratórios Winthrop em 1962. É um esteroide anabolizante sintético derivado da testosterona, e foi aprovado pela FDA (Food and Drug Administration) nos Estados Unidos para uso em humanos.
Hoje em dia existem vários laboratórios produzindo esta substância, é o caso da Desma na Espanha, Pharmacia & Upjohn nos Estados Unidos e outras.
Ao contrário da maioria dos esteroides anabólicos injetáveis, o estanozolol não é esterificado e é vendido em uma suspensão aquosa, ou em comprimidos na forma oral. A droga tem uma grande biodisponibilidade, devido à C17 α-alquilação que permite ao hormônio a sua sobrevivência ao passar pelo metabolismo do fígado quando é ingerido. É por causa deste motivo que ele também é vendido em comprimidos.
O estanozolol tem sido utilizado em pacientes humanos e em animais para diversas condições. Em humanos foi demonstrado seu sucesso no tratamento da anemia e angioedema hereditário. Veterinários podem prescrever a droga para melhorar o crescimento muscular, produção de células vermelhas do sangue, aumentar a densidade óssea e estimular o apetite de animais fracos ou debilitados.
O estanozolol é um dos esteroides anabolizantes geralmente usados como agentes ergogênicos e é banido do uso em competições esportivas sob as regras da International Association of Athletics Federations (IAAF).

## Uso e abuso
Usado ilegalmente no fisiculturismo, tipicamente "complementado" por outros esteroides anabolizantes baseados na testosterona. O estanozolol é preferido por muitas pessoas pelo fato de que ele causa aumento de força sem ganho de peso em excesso, promove aumento na vascularização, e se converte vagarosamente em estrógeno. Ele também não causa retenção de água em excesso, e mesmo às vezes parece ter um efeito diurético.
O estanozolol é uma substância ilegalmente usada por alguns atletas, especialmente fisiculturistas, para perder gordura preservando a massa muscular. O estanozolol é utilizado em "ciclos de corte", em que o atleta pretende conservar toda a sua massa limpa metabolizando apenas a massa adiposa, apesar de, ainda, não ter sido provado cientificamente que o estanozolol tenha esta capacidade.

## Efeitos colaterais
Efeitos colaterais e adversos do uso são:
- Náuseas
- Vômitos
- Insônia
- Acne
- Hepatite medicamentosa
- Aumento da próstata
- Hipertensão arterial
- Agressividade
- Dor de cabeça
- Irritação
- Queda de cabelo
- Efeitos masculinizantes em mulheres

## Comercialização
Está presente geralmente como uma injeção de 50 mg/mL ou um comprimido de 2 mg. Entretanto, versões de 10 mg tornaram-se disponíveis recentemente. Uma dosagem comum pode ser de 2-10 mg/dia, com resultados otimizados, geralmente, observados com 10 mg/dia. Ele é reduzido a partículas micrométricas em suspensão aquosa e não tem uma meia-vida de eliminação típica. Estanozolóis autênticos podem ser facilmente reconhecidos, pois o produto, por ser uma mistura, irá separar-se quando deixada por muito tempo em descanso (os microcristais da substância irão permanecer no fundo, e a água suspensão irá permanecer na parte superior da mistura, devido a sua menor densidade. Tem uma cor branca, de leite.
Sabe-se que a droga causa efeitos colaterais masculinizantes em mulheres mesmo com doses baixas como dois mg por dia, e que danos ao fígado ocorrem com o uso prolongado de altas doses. O estanozolol, veio como um dos precursores para ajudar na cura da osteoporose, pois ele possui princípios ativos de suma importância para o fortalecimento da estrutura ossea.
Uma alternativa clínica ao estanozolol é o Furazabol. Os efeitos do Furazabol são virtualmente idênticos ao Stanzolol exceto de que ao invés de ter um efeito adverso extremo nos níveis de colesterol, o Furazabol melhora o perfil lipídico do sangue da pessoa. Vendido sob a marca Mitolan, o Furazabol é um tratamento padrão no Japão e na Ásia para a hiperlipidemia